# Jampil

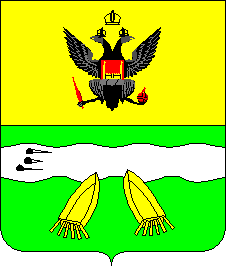
Jampils vapen.

Jampil (ukrainska: Ямпіль uttal (fil); ryska: Ямполь, Jampol; polska: Jampol) är en stad i Vinnytsia oblast i Ukraina. Jampil, som är beläget i det historiska landskapet Podolien, hade 11 302 invånare år 2011.